# Grobnica Kira Velikega
Grobnica Kira Velikega (perzijsko آرامگاه کوروش بزرگ,  ārāmgāh-e kurosh-e bozorg), je zadnje počivališče Kira Velikega, ustanovitelja iranskega Ahemenidskega cesarstva. Grobnica stoji v Pasargadu, arheološkem najdišču v iranski provinci Fars.
Grobnico je kot Kirovo prepoznal James Justinian Morier, ki je primerjal spomenike, ki jih je opisal grški zgodovinar Arijan.
Grobnica je pomemben zgodovinski primer potresnega inženiringa, saj naj bi bil najstarejša protipotresno grajena zgradba na svetu. Je tudi ena od ključnih zgradb iranske kulturne dediščine. 29. oktobra 2021 je Iranska policija ljudem prepovedala obisk grobnice.
Območje grobnice je zaradi promonarhističnih protestov leta 2016 zaprto za javnost vsako leto na Dan Kira Velikega.

## Prepoznavanje
Grobnica je bila v preteklosti znana kot grobnica Sulejmanove matere, ki bi lahko bila mati kalifa Sulejmana ibn Abd al-Malika ali Salomonova mati Batšeba. Grobnico sta prva opisala beneški popotnik Giosafat Barbaro in  za njim Johan Albrecht de Mandelslo. Da grobnica pripada Kiru Velikemu, sta prva ugotovila James Justinian Morier in Robert Ker Porter na začetku 19. stoletja. Morimer je grobnico opisal takole:
Zgradba je tako nenavadne oblike, da jo prebivalci pogosto imenujejo vražji ali hudičev dvor. Stoji na kvadratni podlagi velikih marmornih blokov, ki se stopničasto dvigajo v sedmih plasteh. Na vseh delih spomenika so vklesani napisi, ki pričajo o spoštovanju njegovih obiskovalcev, na njih pa ni nobenih sledi starodavne Perzije ali starejše arabščine. Ključ hranijo ženske in tudi vstopajo lahko samo ženske. Ljudje ga na splošno štejejo za spomenik Salomonove matere in mu še vedno pripisujejo nekaj učinkovitosti, povezane z imenom. Kajti blizu kraja kažejo na neko vodo, h kateri se zatečejo tisti, ki jih je  morda ugriznili pobesnel pes. Če vodo popijejo v tridesetih dneh, prepreči zle posledice rane. V vzhodnih zgodbah je skoraj vsaka čudovita stvar vezana na Salomona iz  Svetega pisma. Kralj, čigar materi naj bi bila ta grobnica namenjena, je bolj verjetno šah Solejman, štirinajsti kalif iz Alijeve rase, in ne Salomon, kot so karmeličani iz Širaza predlagali Mandelsloeju. Čeprav je ta domneva bolj verjetna kot to, da gre za spomenik Batšebe, pa po mojem mnenju ni zadovoljiva, saj se popolnoma razlikuje od vseh grobov mohamedanskih svetnikov, ki sem jih kdaj videl v Perziji, Mali Aziji ali Turčiji.
Morier je nato na podlagi Arijanovega opisa predlagal, da je grobnica Kirova. Opozoril je na podobnosti, pa tudi na razlike, vključno s pomanjkanjem napisa, ki ga je omenil Arijan, pomanjkanjem nasada dreces in trikotno streho namesto Arijanove obokane:
Če bi kraj  ustrezal najdišču Pasargad in bi bila oblika zgradbe v skladu z opisom Kirove grobnice blizu tega mesta, bi me zamikalo, da bi sedanji zgradbi pripisal tako slaven izvor. Opisana grobnica je bila postavljena v gozdu. Bila je majhna zgradba, pokrita z obokano kamnito streho, njen vhod pa je bil tako ozek, da je najvitkejši človek komaj zlezel skozenj. Slonela je na štirikotnem podstavku iz enega samega kamna in vsebovala slavni napis "Smrtniki, jaz sem Kir, Kambizov sin, ustanovitelj perzijske monarhije in vladar Azije, ne zamerite mi zato tega spomenika". Da je bila okolica Mesdžed Madre Sulejmana mesto velikega mesta, dokazujejo ruševine, s katerimi je posuta. In da je bilo to mesto enako starodavno kot Perzepolis, je mogoče sklepati iz podobne vsebine napisov na ostankih obeh, čeprav ta posebna zgradba ne vsebuje dokaza o sočasnosti datumov. V sodobni Perziji bi gaj seveda izginil, zgradba pa po velikosti ustreza opisu. Trikotno streho tiste, ki sem jo obiskal, bi v tisti dobi lahko imenovali obokana. ker je bil pravi polkrožni obok takrat verjetno neznan. Vrata so bila tako ozka, da bi se, če bi mi dovolili poskusiti, komajda zrinil skozi. In tiste, ki so hranile ključ, so potrdile, da je edini predmet v notranjosti ogromen kamen, ki bi lahko bil "podstavek nečesa velikega", ki ga je opisal Arijan. A če se vrnem na pripoved, so druge razlike nepomembne, če sploh so. Sumim, da so bile mnoge zgradbe v Perzepolisu zgrajene tako, da so se nekoč morda zdele kot velik blok, in da bi takšen videz nekoč lahko imela tudi sedanja zgradba. Odsotnost napisa na Mesjed Madre Sulejman ne bi smela biti odločilen dokaz proti njegovi istovetnosti s Kirovo grobnico.

## Opis
Kirova grobnica se nahaja v južnem kotu prostora, ki je bilo nekoč kraljevi park Pasargada. Zgrajena je iz rumenkasto belega apnenca, verjetno iz rudnika Sivand. Temelj grobnice je pravokotna kamnita ploščad z dimenzijama 13,35 x 12,30 m. Na vrhu stopničaste piramide stoji na šesti stopnici grobnica z dvokapno streho.
Skupna višina zgradbe je nekaj več kot 11 metrov. Prva ploščad, ki tvori prvo stopnico,  je visoka 165 cm. 60 cm stopnice je bili prvotno zasute in nevidne. To pomeni, da je bila tako kot druga in tretja stopnica visoka natanko 105 cm. Četrta, peta in šesta stopnica so visoke 57,5 cm. Stopnice so široke približno pol metra. Vršna pčoščad, na kateri stoji grobnica, meri  približno 6,40 x  5,35 m.
Pogrebna soba je dolga 3,17 m, široka 2,11 m in visoka 2,11 m.   Stene so debele do 1,5 m. Zgrajene so iz štirih vrst lepo obdelanega kamna. Tdi se, da so bila na severozahodni strani drsna vrata, ki jih ni več. Vhod je širok 78 cm in visok 140 cm in globok. Na obeh straneh praga sta vdolbini za nameščanja vrat.
V trikotniku nad vrati je bila vklesana okrasna sončnica, od katere je ostala samo slabo vidna polovica. Sončnica je bila simbol in manifestacija Kirove osebe in njegovega duhovnega položaja pri Irancih. Streho tvorita dve kamniti plošči, dolgi 6,25 m, široki 3 m in debeli pol metra. Na vrhu strehe je bil kamen, ki se je izgubil.

## Obnova grobnice
Grobnica je bila dvakrat obnovljena, prvič leta 1972 in drugič med letoma 2002 in 2009. Prvič so bila obnovitvena dela izvedena pod nadzorom Alija Samija, takratnega vodje Arheološkega inštituta Perzepolis. Po drugi obnovi so nekateri poznavalci kulturne dediščine trdili, da je bila grobnica obakrat nestrokovno obnovljena in celo poškodovana. Največ škode je utrpela streha.

## Arhitektura
Zasnova Kirove grobnice se zgleduje po  mezopotamskih ali elamitskih ziguratih, vendar se običajno pripisuje urartskim grobnicam iz prejšnjega obdobja. Grobnica ima skoraj popolnoma enake dimenzije kot grobnica Aliata II., očeta lidijskega kralja Kreza. Umetnost in arhitektura, odkrita v Pasargadu, na splošno kaže na perzijsko sintezo različnih izročil, ki so se opirala na zglede iz Elama, Babilona, Asirije in starega Egipta, z dodatkom nekaterih anatolskih vplivov.

## Podobne zgradbe
Zdi se, da zgradbe, kakršna je Kirova grobnica, pred njo niso obstajale niti v Iranu niti drugje. Podobne zgradbe so bile zgrajene pozneje.
Gur-e-Doktar, ki stoji v centralnem delu Daštestana, je spomenik iz ahemenidskega obdobja, zelo podoben Kirovi grobnici. Alireza Šapur Šahbazi domneva, da bi zgradba lahko bila grobnica Kira Mlajšega.
Zelo podobna zgradba je tudi Taş Kule v Sardah, ki je bila zgrajena verjetno v času, ko je bila Lidija ahemenidska satrapija in verjetno za visoko ahemenidsko ali lidijsko osebnost.

## Dan Kira Velikega
Dan Kira Velikega (perzijsko روز کوروش بزرگ, ruz-e kuroš-e bozorg) ali krajše Kirov dan (perzijsko روز کوروش, ruz-e kuroš) je neuraden iranski praznik, ki se praznuje 29. oktobra ozizoma 7. abana po perzijskem koledarju. Na ta dan je Kir Veliki vstopil v Babilon. Kir se slavi tudi kot ustanovitelj Ahemenidskega cesarstva, prvega v iranski zgodovini.

## Iransko Novo leto
Ob Kirovi grobnici se vsako leto prirejajo praznovanja tudi med Novruzom, perzijskim Novim letom. Na praznovanju se zberejo Iranci iz cele države. Iranci spoštujejo Kira Velikega kot ustanovitelja Irana in Perzijskega cesarstva.

## Galerija
- Iranski šah Mohamed Reza Pahlavi na praznovanju 2500. obletnice ustanovitve Perzijskega cesarstva leta 1971
- Animacija Kirove grobnice
- Kirova grobnica med obnavljanjem
- Risba Roberta Ker Porterja iz leta 1818
- Pasargad, risba Eugènea Flandina iz leta 1840
- Risba Johna Ussherja iz leta 1865
- Gur-e-Dokhtar, morda grobnica Kira Mlajšega
- Kirova grobnica na bankovcu za 500 rialov iz leta 1938
- Kirova grobnica na bankovcu za 50 rialov iz 1970. let